# Андрей Кузманов
Андрей Георгиев Кузманов е български състезател и треньор по модерен петобой.

## Биография
Завършва Централното спортно училище „Олимпийски надежди“, а след това Националната спортна академия в София през 1991 г. Бронзов медалист от Европейското първенство по модерен петобой през 1985 година, многократен републикански шампион по плуване и модерен петобой. Занимава се с анализиране и ръководене на учебно-тренировъчен спортен процес по модерен петобой, организация и провеждане на състезания. Треньор е по модерен петобой в различни спортни клубове. Президент е на Европейската конфедерация по модерен петобой, председател на Българската федерация по модерен петобой и на Балканската конфедерация по модерен петобой. Член е на Комитета по бизнес въпроси на Международната федерация по модерен петобой.
От 12 май до 13 декември 2021 г. е министър на младежта и спорта в служебните правителства на Стефан Янев.